# Liste der Nummer-eins-Hits in Österreich (1978)
Dies ist eine Liste der Nummer-eins-Hits in Österreich im Jahr 1978. Sie basiert auf den Single- und Albumlisten der österreichischen Charts. Die Top-25-Single- und -Albumcharts wurden monatlich jeweils am 15. veröffentlicht.

## Singles
| ← 1977 ← | Liste der Nummer-eins-Hits in Österreich | Liste der Nummer-eins-Hits in Österreich | Liste der Nummer-eins-Hits in Österreich                                                             | 1979 →                    |
| \| Zeitraum \| Wo. ges. \| Interpret \| Titel Autor(en) \| Zusätzliche Informationen \| \| (Zeitraum, Wochen auf Platz eins, Interpret, Titel, Autor[en], zusätzliche Informationen) \| \| \| \| \| \| ----------------------------------------------------------------------------------------- \| -------- \| ------------------------------------ \| ---------------------------------------------------------------------------------------------------- \| ------------------------- \| \| 15. Dezember 1977 – 14. Januar 1978 4 Wochen \| 4 \| Santa Esmeralda starring Leroy Gomez \| Don’t Let Me Be Misunderstood Gloria Caldwell, Bennie Benjamin, Sol Marcus \| – \| \| 15. Januar 1978 – 14. März 1978 9 Wochen \| 9 \| Smokie \| Needles and Pins Jack Nitzsche, Sonny Bono \| – \| \| 15. März 1978 – 14. April 1978 4 Wochen \| 4 \| Wings \| Mull of Kintyre Denny Laine, Paul McCartney \| – \| \| 15. April 1978 – 14. Mai 1978 5 Wochen \| 5 \| ABBA \| Take a Chance on Me Benny Andersson, Björn Ulvaeus \| – \| \| 15. Mai 1978 – 14. September 1978 17 Wochen \| 17 \| Boney M. \| Rivers of Babylon / Brown Girl in the Ring Brent Dowe, Trevor McNaughton, Frank Farian, George Reyam \| – \| \| 15. September 1978 – 14. November 1978 9 Wochen \| 9 \| Bino \| Mama Leone Drafi Deutscher; italienischer Text: Benedetto Arico \| – \| \| 15. November 1978 – 14. Dezember 1978 4 Wochen \| 4 \| Boney M. \| Rasputin Fred Jay, Frank Farian, George Reyam \| – \| \| 15. Dezember 1978 – 14. Januar 1979 5 Wochen \| 5 \| John Travolta & Olivia Newton-John \| Summer Nights Warren Casey, Jim Jacobs \| – \| |                                          |                                          | |                           |
| ← 1977 |                                          |                                          | | → 1979 →                  |
| Zeitraum | Wo. ges.                                 | Interpret                                | Titel Autor(en)                                                                                      | Zusätzliche Informationen |
| (Zeitraum, Wochen auf Platz eins, Interpret, Titel, Autor[en], zusätzliche Informationen) |                                          |                                          | |                           |
| 15. Dezember 1977 – 14. Januar 1978 4 Wochen | 4                                        | Santa Esmeralda starring Leroy Gomez     | Don’t Let Me Be Misunderstood Gloria Caldwell, Bennie Benjamin, Sol Marcus                           | –                         |
| 15. Januar 1978 – 14. März 1978 9 Wochen | 9                                        | Smokie                                   | Needles and Pins Jack Nitzsche, Sonny Bono                                                           | –                         |
| 15. März 1978 – 14. April 1978 4 Wochen | 4                                        | Wings                                    | Mull of Kintyre Denny Laine, Paul McCartney                                                          | –                         |
| 15. April 1978 – 14. Mai 1978 5 Wochen | 5                                        | ABBA                                     | Take a Chance on Me Benny Andersson, Björn Ulvaeus                                                   | –                         |
| 15. Mai 1978 – 14. September 1978 17 Wochen | 17                                       | Boney M.                                 | Rivers of Babylon / Brown Girl in the Ring Brent Dowe, Trevor McNaughton, Frank Farian, George Reyam | –                         |
| 15. September 1978 – 14. November 1978 9 Wochen | 9                                        | Bino                                     | Mama Leone Drafi Deutscher; italienischer Text: Benedetto Arico                                      | –                         |
| 15. November 1978 – 14. Dezember 1978 4 Wochen | 4                                        | Boney M.                                 | Rasputin Fred Jay, Frank Farian, George Reyam                                                        | –                         |
| 15. Dezember 1978 – 14. Januar 1979 5 Wochen | 5                                        | John Travolta & Olivia Newton-John       | Summer Nights Warren Casey, Jim Jacobs                                                               | –                         |

## Alben
| ← 1977 ← | Liste der Nummer-eins-Alben in Österreich | Liste der Nummer-eins-Alben in Österreich | Liste der Nummer-eins-Alben in Österreich               | 1979 →                    |
| \| Zeitraum \| Wo. ges. \| Interpret \| Titel \| Zusätzliche Informationen \| \| (Zeitraum, Wochen auf Platz eins, Interpret, Titel, zusätzliche Informationen) \| \| \| \| \| \| ------------------------------------------------------------------------------ \| -------- \| -------------------------- \| ------------------------------------------------------- \| ------------------------- \| \| 15. Dezember 1977 – 14. Januar 1978 4 Wochen \| 4 \| (Verschiedene Interpreten) \| Hit-Kiste \| – \| \| 15. Januar 1978 – 14. Februar 1978 5 Wochen \| 5 \| (Verschiedene Interpreten) \| Resl, laß mi eini! \| – \| \| 15. Februar 1978 – 14. März 1978 4 Wochen \| 4 \| (Verschiedene Interpreten) \| Hit Rocket \| – \| \| 15. März 1978 – 14. April 1978 4 Wochen \| 4 \| (Verschiedene Interpreten) \| Disco Fire \| – \| \| 15. April 1978 – 14. Mai 1978 5 Wochen \| 5 \| (Verschiedene Interpreten) \| Heart Breaker \| – \| \| 15. Mai 1978 – 14. Juni 1978 4 Wochen \| 4 \| (Verschiedene Interpreten) \| Deutsche Schlagerdiamanten \| – \| \| 15. Juni 1978 – 14. August 1978 9 Wochen (insgesamt 13) \| 13 \| (Soundtrack) \| Saturday Night Fever \| – \| \| 15. August 1978 – 14. September 1978 4 Wochen \| 4 \| Boney M. \| Nightflight to Venus \| – \| \| 15. September 1978 – 14. Oktober 1978 4 Wochen (insgesamt 13) \| 13 \| (Soundtrack) \| Saturday Night Fever \| – \| \| 15. Oktober 1978 – 14. November 1978 5 Wochen \| 5 \| (Verschiedene Interpreten) \| Disco Nights \| – \| \| 15. November 1978 – 14. Januar 1979 9 Wochen \| 9 \| (Soundtrack) \| Grease: The Original Soundtrack from the Motion Picture \| – \| |                                           |                                           |                                                         |                           |
| ← 1977 |                                           |                                           |                                                         | → 1979 →                  |
| Zeitraum | Wo. ges.                                  | Interpret                                 | Titel                                                   | Zusätzliche Informationen |
| (Zeitraum, Wochen auf Platz eins, Interpret, Titel, zusätzliche Informationen) |                                           |                                           |                                                         |                           |
| 15. Dezember 1977 – 14. Januar 1978 4 Wochen | 4                                         | (Verschiedene Interpreten)                | Hit-Kiste                                               | –                         |
| 15. Januar 1978 – 14. Februar 1978 5 Wochen | 5                                         | (Verschiedene Interpreten)                | Resl, laß mi eini!                                      | –                         |
| 15. Februar 1978 – 14. März 1978 4 Wochen | 4                                         | (Verschiedene Interpreten)                | Hit Rocket                                              | –                         |
| 15. März 1978 – 14. April 1978 4 Wochen | 4                                         | (Verschiedene Interpreten)                | Disco Fire                                              | –                         |
| 15. April 1978 – 14. Mai 1978 5 Wochen | 5                                         | (Verschiedene Interpreten)                | Heart Breaker                                           | –                         |
| 15. Mai 1978 – 14. Juni 1978 4 Wochen | 4                                         | (Verschiedene Interpreten)                | Deutsche Schlagerdiamanten                              | –                         |
| 15. Juni 1978 – 14. August 1978 9 Wochen (insgesamt 13) | 13                                        | (Soundtrack)                              | Saturday Night Fever                                    | –                         |
| 15. August 1978 – 14. September 1978 4 Wochen | 4                                         | Boney M.                                  | Nightflight to Venus                                    | –                         |
| 15. September 1978 – 14. Oktober 1978 4 Wochen (insgesamt 13) | 13                                        | (Soundtrack)                              | Saturday Night Fever                                    | –                         |
| 15. Oktober 1978 – 14. November 1978 5 Wochen | 5                                         | (Verschiedene Interpreten)                | Disco Nights                                            | –                         |
| 15. November 1978 – 14. Januar 1979 9 Wochen | 9                                         | (Soundtrack)                              | Grease: The Original Soundtrack from the Motion Picture | –                         |